# Shōō
Shōō (japanska: 正応?, Shōō), 28 april 1288–5 augusti 1293, är en period i den japanska tideräkningen. Kejsare var Fushimi och shoguner prins Koreyasu och prins Hisaaki.
Perioden är antagligen mest känd för den stora Kamakurajordbävningen (japanska: 鎌倉大地震?, Kamakura-daijishin) år shōō 6 (1293).